# Sherine Moussa
Pour les articles homonymes, voir Moussa.
Sherine Mahmoud Moussa (en arabe : شرين محمود موسى) est une judokate égyptienne.

## Carrière
Sherine Moussa est médaillée d'or dans la catégorie des moins de 52 kg aux Championnats d'Afrique de judo 1990 à Alger. Elle participe aux Championnats du monde de judo 1991 à Barcelone ; elle est éliminée au deuxième tour par la Japonaise Mutsumi Ueda.